# Termas de Monção
As Termas de Monção situam-se em Monção, Portugal.
As águas das termas de Monção são hiper termais (brota a 49,5º) hipersalinas, sulfúreas, sódicas, litinadas, fluoretadas, com um pH de 7,4.
A temperatura da água das nascentes varia entre os 30º e os 49º.
As termas são especialmente recomendadas para tratamento de doenças de pele, do aparelho locomotor e ainda doenças crónicas das vias respiratórias..
Para além da cura termal tradicional são proporcionados programas específicos de bem-estar termal, relaxamento, manutenção, reeducação dietética, emagrecimento e anti-stress.